# Hermann Jensen
Hermann Johann Hans Jensen (* 30. April 1895 in Schleswig; † 16. März 1946 in Dresden) war ein deutscher Arzt, einer der Initiatoren der NS-Schwesternschaft, ärztlicher Direktor des Biologischen Zentralkrankenhauses, Leiter des Reichsmutterhauses der NS-Schwesternschaft in Dresden und Beauftragter für die weltanschauliche und berufliche Schulung der NS-Schwestern in der Zeit des Nationalsozialismus. Er beeinflusste dadurch die Krankenpflege im Nationalsozialismus an entscheidender Stelle.

## Ausbildung und Jahre in Hannover
Jensen studierte bis 1920 in Kiel Medizin und wurde 1932 als Chirurg am Städtischen Krankenhaus Hannover als Oberarzt eingestellt. Er trat zum 1. April 1928 der SA sowie zum 1. Mai desselben Jahres der NSDAP bei (Mitgliedsnummer 88.597) und erhielt auch das Goldene Parteiabzeichen. Jensen nahm in Hannover Einfluss auf die Gründung einer nationalsozialistischen Schwesternschaft am Krankenhaus Hannover im April 1932 unter der Leitung von Erna Mach. Die Gründung der Schwesternschaft und Eröffnung der ersten NS-Krankenpflegeschule unter Leitung von Jensen und Schuloberin Maria Münchmeyer erfolgte am 1. Oktober 1933. Am 17. Mai 1934 wurde die NS-Schwesternschaft gegründet und die Bereiche Ausbildung und Schulung ab dem 1. Juni 1934 Jensen unterstellt; die Bereiche Organisation, Verwaltung und Finanzen oblagen dem Leiter der Nationalsozialistischen Volkswohlfahrt Erich Hilgenfeldt.

## Nationalsozialistischer Aufgabenbereich in Dresden
Am 1. Juni 1934 wurde Jensen zugleich zum Chefarzt der Chirurgischen Klinik und Direktor des Rudolf-Hess-Krankenhauses in Dresden-Johannstadt berufen. Jensen wurde beauftragt das Krankenhaus zum Biologischen Zentralkrankenhaus und einer Mustereinrichtung der Neuen Deutschen Heilkunde auszubauen. An der von seinem Vorgänger Otto Rostoski und Erna von Abendroth am Krankenhaus gegründeten Krankenpflegeschule entstand unter Jensens Leitung am 1. Juli 1934 das Reichsmutterhaus der NS-Schwesternschaft.
Damit wurde die berufspolitische, weltanschauliche und ethische Schulung der NS-Schwestern an den nationalsozialistischen Arzt übertragen, der zum Beauftragten des Reichsärzteführers avancierte. Ziel Jensens war es, der NS-Schwesternschaft als Eliteeinheit der Volksgesundheit im Sinne des nationalsozialistischen Regimes Aufgaben in der Erziehung des Volkes und in der Verbreitung des nationalsozialistischen Gedankenguts zu übertragen. Dabei sollten sie konfessionelle Schwestern aus ihren Ämtern verdrängen. Um diese Elite zu schaffen, wurden rigide Aufnahmebedingungen in die NS-Schwesternschaft geschaffen (Aufnahmebedingungen im Juni 1934: Ariernachweis, einwandfreier Leumund, Parteizugehörigkeit der Bewerberin zur NSDAP oder Parteizugehörigkeit der Familie vor 1933 (SA)), zusätzlich wurden die Lehrfächer Rassenhygiene und Erbbiologie eingeführt sowie Kenntnisse aus der Neuen Deutschen Heilkunde wie Diätetik, Wasseranwendungen und Gymnastik vermittelt. Die Veränderung in der Ausbildungsstruktur wurde sowohl vom Reichsärzteführer Gerhard Wagner wie von seinem Nachfolger Leonardo Conti begrüßt. Bis 1940 hatte die wegen ihrer Tracht als Braune Schwestern bezeichnete NS-Schwesternschaft rund 3.500 Mitglieder, allein die evangelische Diakoniegemeinschaft unter Auguste Mohrmann stellte im Vergleich dazu bereits 50.000 Schwestern.
Das nach dem Flug von Rudolf Heß nach Schottland in Gerhard-Wagner-Krankenhaus umbenannte Krankenhaus wurde 1945 stark beschädigt. Jensen übergab die Klinik nach der Kapitulation der Wehrmacht an einen seiner Vorgänger. Der an Diabetes mellitus leidende Jensen musste sich einer Beinamputation unterziehen, wurde von der sowjetischen Besatzungsmacht inhaftiert und starb 1946 in Haft.